# Beate Ratter
Beate M. W. Ratter (* 19. Oktober 1962 in Heidenheim an der Brenz) ist eine deutsche Geographin und Professorin für Geographie an der Universität Hamburg.

## Leben
Beate Ratter studierte von 1981 bis 1987 Geographie an den Universitäten Tübingen und, als Schülerin von Gerhard Sandner, Hamburg. Im Jahr 1991 wurde sie am Institut für Geographie im Fachbereich Geowissenschaften der Universität Hamburg mit der Arbeit Zwischen Weltökonomie und Regionalkultur – Die karibischen Inseln San Andrés y Providencia und Cayman Islands im Spannungsfeld von Integration und Autonomie promoviert; 1999 habilitierte sie sich dort. Das Thema ihrer Habilitationsschrift lautete Natur, Kultur und Komplexität – Zur Theorie des adaptiven Managements von Umweltressourcen am Beispiel des Niagara Escarpments, Ontario, Kanada.
1999/2000 war Beate Ratter Gastprofessorin am Institut für Geographie und Angewandte Geoinformatik der Universität Salzburg, 2001 Gastprofessorin an der Universidad Nacional Sede San Andrés in Kolumbien. Im Jahr 2002 wurde Beate Ratter Universitäts-Professorin am Geographischen Institut der Johannes Gutenberg-Universität Mainz. Seit Oktober 2007 ist sie Universitäts-Professorin am Institut für Geographie der Universität Hamburg und Abteilungsleiterin der Abteilung Sozioökonomie des Küstenraumes am Institut für Küstenforschung des Helmholtz-Zentrums Geesthacht.